# اخلاق طهماسبی
اخلاق طهماسبی کتابی است نوشتهٔ ماجد بن محمد بحرانی، مشهور به سید ماجد حسینی.

## دربارهٔ کتاب
کتابی است در  موضوعاخلاق، و بنا به نوشتهٔ مؤلف، به فرمان شاه طهماسب دوم و به نام او، در قرن دوازدهم هـ. ق تألیف شده‌است. اخلاق تهماسبی در کتاب الذریعه و نیز فهرست نسخ فارسی، تألیف احمد منزوی معرفی شده‌است.

## مؤلف کتاب
مؤلف کتاب، ماجدبن محمد بحرانی، احتمالاً مربی و معلم شاه طهماسب ثانی بوده‌است. اخلاق طهماسبی در نیمه اول قرن دوازدهم هجری و مقارن با زوال حکومت صفوی نوشته شده‌است. این کتاب باآن‌که یک اثر ادبی برجسته نیست، اما نثری ساده و یک‌دست دارد که البته گاه لغات و ترکیبات ناخوشایند نیز در آن دیده می‌شود. اخلاق تهماسبی از نظر انعکاس برخی حوادث زمان حیات نویسنده و به لحاظ تاریخ اجتماعی اواخر عصر صفوی، خالی از اهمیت نیست.
این کتاب با تصحیح عبدالکریم حکمت یغمایی و با مقدمهٔ دکتر محمدابراهیم باستانی پاریزی در تهران چاپ شده‌است.